# 공연장
공연장(公演場, performing place)은 공연의 상연을 목적으로 지은 건물이다.

## 개요
규모면에서나 시설면에서 가장 먼저 손꼽을 수 있는 곳은 국립·서울 시립의 공연장인 국립극장·예술의 전당과 세종문화회관을 들 수 있으며 이러한 공연장들은 대부분 클래식 전문 공연장인 경우가 많다.
공연예술 전문 공연장은 공·사설 공연장도 소규모의 것까지 셀 수 없이 많이 있다. 라이브 하우스, 라이브 홀, 클럽 등의 이름으로 불리기도 한다.